# Family Circle Cup 1998
Il Family Circle Cup 1998 è stato un torneo di tennis giocato sulla terra verde.
È stata la 26ª edizione del Family Circle Cup, che fa parte della categoria Tier I nell'ambito del WTA Tour 1998.
Si è giocato al Family Circle Tennis Center di Hilton Head negli Stati Uniti dal 30 marzo al 5 aprile 1998.

## Campionesse

### Singolare
Amanda Coetzer ha battuto in finale  Irina Spîrlea con il punteggio di 6–3, 6–4

### Doppio
Conchita Martínez /  Patricia Tarabini hanno battuto in finale  Lisa Raymond /  Rennae Stubbs con il punteggio di 3–6, 6–4, 6–4